# 盛岡自動車学校
有限会社盛岡自動車学校（もりおかじどうしゃがっこう）は、岩手県盛岡市に本社を置く岩手県公安委員会指定自動車教習所を運営する企業である。

## 所在地
- 〒020-0142 盛岡市稲荷町3番9号（国道46号沿い）

## 教習車種
- 普通車・原付
- 普通&大型自動二輪車
- 中型車・準中型車・大型特殊

毎週日曜は定休日。